# Af Thunberg
af Thunberg är en utslocknad svensk adelsätt. Byggmästaren Daniel Thunberg (1712–1788), vars far var bonde, adlades 1776 och introducerades året efter under nummer 2117. Hans ende son, Lars Daniel Thunberg (1770–1814), dog barnlös, varvid ätten utslocknade.